# Temelucha kerrichi
Temelucha kerrichi là một loài tò vò trong họ Ichneumonidae.